# Zeiløyane
Zeiløyane est un archipel norvégien situé au nord d'Edgeøya et au sud-est de Barentsøya au Svalbard.
L'archipel est constitué de cinq îles et de quelques rochers. Les îles se suivent et forment un grand filament orienté nord-est / sud-ouest. 
L'île la plus au nord a une longueur d'environ 300 m pour une largeur d'environ 150 m. Les autres îles sont très fines puisqu'elles peuvent ne mesurer que quelques mètres de largeur sur plusieurs centaines de mètres de longueur. Seule la seconde île la plus au nord présente à son extrémité nord une largeur de 100 m mais largement occupée par des plans d'eau. C'est entre deux plans d'eau que se trouve le point culminant de l'archipel à 3 m. Les deux principales îles dépassent le kilomètre en longueur.
L'archipel est ainsi nommé en l'honneur de Karl von Waldburg-Zeil qui a participé à l'expédition au Svalbard menée par Theodor von Heuglin.